# FUBAR
FUBAR és una sèrie de televisió d'acció còmica estatunidenca creada per Nick Santora per a Netflix. És protagonitzada per Arnold Schwarzenegger en el seu primer paper principal en una sèrie d'imatge real amb guió i està produïda per Skydance Television i Blackjack Films. La sèrie es va estrenar el 25 de maig de 2023, amb subtítols en català. El juny de 2023, es va renovar per a una segona temporada.

## Producció
L'agost de 2020, Skydance Television va anunciar per primera vegada que estava desenvolupant una sèrie de televisió d'espionatge sense títol amb Arnold Schwarzenegger com a protagonista i fer representaria el seu debut a la televisió d'imatge real amb guió. Poc després, també es va anunciar la incorporació de Monica Barbaro al costat de Schwarzenegger a la sèrie on un pare i una filla són tots dos agents de la CIA, sense que cap dels dos ho sàpiga. Netflix va guanyar els drets del projecte aquell novembre i va encarregar vuit episodis el maig de 2021. El repartiment es va ampliar l'abril de 2022, anunciant diversos papers regulars i recurrents. Phil Abraham va ser anunciat com a director i productor executiu de l'episodi pilot al maig, i el juliol es va afegir Adam Pally al repartiment. Durant la producció, la sèrie va utilitzar els títols de treball Utap i FUBAR.
El rodatge de la primera temporada va començar l'abril de 2022 a Anvers, concretament al voltant del Grote Markt. Un rodatge addicional va tenir lloc a Toronto, on Schwarzenegger es va veure tornar a veure juntament amb l'antic coprotagonista de True Lies Tom Arnold. El setembre de 2022, el rodatge va acabar amb la sèrie ara titulada FUBAR.
El 17 de juny de 2023, Netflix va renovar la sèrie per a una segona temporada. El 13 de maig de 2024, Carrie-Anne Moss va ser elegida com a coprotagonista juntament amb Schwarzenegger. El rodatge de la segona temporada va començar el 29 d'abril de 2024 i va acabar el 30 d'agost de 2024 a Toronto.